# Apollonia Hirscher
Apollonia Hirscher (d. 31 decembrie 1547, Brașov) a fost o negustoare din Brașov. După moartea soțului ei, judele Brașovului Lukas Hirscher, ea i-a preluat afacerea, ale cărei relații comerciale se întindeau până în Austria și Turcia, gestionându-și afacerile cu succes până la moartea ei. A donat de mai multe ori bani orașului în diverse scopuri,  Casa Negustorilor fiind una dintre donațiile ei. Ea a  fost unul dintre cei mai bogați și mai influenți cetățeni ai Brașovului într-o perioadă în care afacerile și politica erau dreptul exclusiv al bărbaților.

## Viața
Data și locul nașterii sale sunt necunoscute. După moartea soțului ei, ea a preluat afacerile lui. Pe lângă veniturile din comerț, ea deținea mai multe case în centrul Brașovului pe care le-a moștenit de la soțul ei. Casa Hirscher de pe strada Porții (în prezent Republicii) a fost a treia cea mai scumpă casă din oraș.
A donat de multe ori orașului și celor aflați în nevoie. În 1545, a înființat o fundație de caritate pentru a-i ajuta pe cei săraci. Cel mai mare act în favoarea orașului a fost înființarea Casei Negustorilor și finanțarea construcției acesteia. 

### Legenda legată de Apollonia Hirscher
Conform unei legende, singura fiică a Apolloniei Hirscher, Barbara, s-a îmbolnăvit, a murit și a fost îngropată cu bijuteriile ei. În timpul nopții, hoții au încercat să jefuiască bijuteriile din cripta familiei, făcând-o pe fată să-și revină și să se grăbească acasă la mama ei. Se spune că Apollonia ar fi construit Casa Negustorilor pentru a comemora evenimentul norocos.

## Moștenire
- Din 1991, strada Apollonia Hirscher din Brașov îi poartă numele.[3]
- Din 1998, Premiul Apollonia Hirscher este acordat în fiecare an pentru a recompensa faptele caritabile ale personalităților săsești din Brașov. [4]
- Banca de Cultură Apollonia Hirscher din Brașov îi poartă numele.[5]